# Миодраг Белодедић
Миодраг Белодедић (рум. Miodrag Belodedici; Соколовац, 20. мај 1964) је бивши румунски фудбалер српског порекла. Два пута је освојио Куп шампиона, 1986. са Стеауом, а 1991. са Црвеном звездом. Постао је трећи играч који је то успео да уради са два различита клуба.

## Каријера
Белодедић је фудбал почео да тренира у свом родном Соколовцу. Прикључио се млађим категоријама екипе Минерула из Нове Молдаве 1978. где му је тренер био Олимп Матеску. Након три сезоне проведене Минерулу изабран је да пређе у екипу Лучеафарула из Букурешта, тим који је формирао фудбалски савез Румуније како би у истој екипи окупио најталентованије играче из целе земље.
Из Лучеафарула је прешао у Стеауу на захтев тадашњег председника клуба Јона Александрескуа. Са Стеауом је четири пута узастопно, између 1985. и 1988. освајао титуле првака Румуније, а три пута су тријумфовали и у Купу, 1985, 1987. и 1988. Куп шампиона је освојио 1986, а Суперкуп Европе 1987.
Док је Чаушескуов режим био на власти, Белодедић је 1988. године пребегао у Југославију. То је учинио јер у то време румунским фудбалерима фудбалски савез није дозвољавао да оду у иностранство. Његов дечачки сан је био да заигра за Црвену звезду, те је покушао да ступи у контакт са људима из њене управе. Белодедићев пријатељ код кога је боравио у Београду покушао је да га наговори да пређе у Партизан. Када је Драган Џајић сазнао да Белодедић жели да пређе у Звезду, одмах је реаговао и потписао уговор са њим.
По доласку у Црвену звезду није могао да потпише уговор, јер већ уговором био везан за Стеауу. Због непоштовања уговора УЕФА га је казнила једногодишњом суспензијом. Током трајања те казне он је тренирао са играчима Црвене звезде и наступао је у пријатељским утакмицама, али није имао право наступа у оним такмичарским. Због овог бекства у Румунији је осуђен у одсуству на 10 година затвора због издаје. Након Румунске револуције 1989. све оптужбе против њега су повучене и он је поново могао да се врати у Румунију.
Казна му је истекла крајем 1989. године, те је он у новом клубу дебитовао тек на пролеће 1990. Са Звездом је освојио свој други пехар намењен победнику Купа шампиона 1991. након победе над Олимпиком из Марсеја. У том финалу Белодедић је, током извођења пенала, био стрелац једног од њих. Крајем те године, са Црвеном звездом је освојио и Интерконтинентални куп, који није успео 1986. да освоји и са Стеауом.
За Белодедића је тада био заинтересован велики број клубова, највише Сампдорија, у чије редове је био надомак преласка, али је уместо одласка тамо ипак изабрао Валенсију у коју је прешао током лета 1992. Тамо се задржао две сезоне, одакле је прво прешао у Реал Ваљадолид, где је одиграо једну сезону, а затим је још једну сезону провео у Виљареалу који је тада играо у другој лиги.
У Мексико је отишао 1996. где је две сезоне наступао за Атланте. У Румунију се вратио 1998. како би завршио своју играчку каријеру у Стеауи. У њој је играо три сезоне и освојио је домаћи куп 1999, а од активног играња се опростио освајањем титуле првака државе 2001.

## Репрезентација
За сениорску репрезентацију Румуније је одиграо 55 утакмице и постигао је пет голова, (1984-2000)
Дебитовао је 31. јула 1984. у пријатељској утакмици са репрезентацијом Кине (1:0). До свог бекства у Југославију, за репрезентацију је наступао 19 пута и постигао је четири поготка. Након тога је био суспендован, а када му је казна укинута још неко време није позиван у репрезентацију. Поново је добио позив тек 1992. први пут након четири године.
Учествовао је на Светском првенству 1994. и на два Европска првенства 1996. и 2000. На овом последњем се и опростио од репрезентације.
Након завршетка играчке каријере почео је да ради за фудбалски савез Румуније као координатор млађих репрезентативних селекција.

## Трофеји

### Стеауа
- Куп европских шампиона (1): 1985/86.
- УЕФА суперкуп (1): 1986.
- Првенство Румуније (6): 1984/85, 1985/86, 1986/87, 1987/88, 1988/89, 2000/01.
- Куп Румуније (5): 1984/85, 1986/87, 1987/88, 1988/89, 1998/99.

### Црвена звезда
- Куп европских шампиона (1): 1990/91.
- Интерконтинентални куп (1): 1991.
- Првенство Југославије (3): 1989/90, 1990/91, 1991/92.
- Куп Југославије (1): 1989/90.